# Велебиље
Велебиље (лудача, бун, велико биље, големо биље, луда трава, вучја трешња, пасја јагода), лат. Atropa belladona, је вишегодишња зељаста отровна биљка из породице помоћница (Solanaceae).Научно име рода Atropa је према једној од три митске суђаје Атропи која пресеца нит живота и тако предају душу смрти. Наставак за врсту belladonna значи лепа госпа због тога што су ренесансне даме укапале сок велебиља у очи, што је изазивало ширење зеница, а очи постајале упадљивије.

## Ботанички опис
Вишегодишња зељаста биљка са вретенастим, дебелим мрким ризомом. Стабљика је усправна, висока до 2 m, у горњем делу граната, са слабо истакнутим ребрима, зелена или мање-више тамноцрвена. Прве године биљка нарасте тек око 30 cm, први листови се развијају на стабљици одмах до тла и већи су од оних код одрасле биљке. Листови су јајасти или елиптични са истакнутим нервима на наличју, целог обода, зашиљени, постепено се сужавају у кратку лисну дршку, тамнозелени, без длака. У доњем делу стабљике листови су наизменично распоређени, у горњем по два заједно у истом пршљену, с тим што је један већи а други мањи. Цветови су, појединачни, ређе по два у пазуху листова. Чашица је звонаста, дубоко петоделна, режњеви широки, задржава се на плоду, повећа се и звездасто рашири. Круница је цевасто звонаста, на врху са 5 кратких овалних режњева, споља тамнољубичаста, изнутра при врху прљавомрка, при дну прљавожута са црвенољубичастим нервима. Прашника има пет, неједнаке су дужине, филаменти су причвршћени за дно крунице. Тучак је са прстенастим диском при основи плодника и са штитоликим жигом на врху стубића. Цвета од јула до августа. Плод је лоптаста бобица пречника око 1,5 cm, прво зелена а кад сазри, црна, сјајна, са много љубичастих семена са мастиљавим врло слатким соком.

## Опрашивање и расејавање
Најчешћи опрашивачи су пчеле и бумбари. Семена разносе птице, или, једноставно плодови отпадну са биљке. Познато је да фазани радо једу бобице велебиља.

## Станиште
Расте по ободу букових шума, на крчевинама, пожариштима, поред шумских путева, на напуштеним површинама у сенци дрвећа. Врло ретко расте на ливадама или пашњацима.

## Распрострањење
Европа, Северна Африка и Западна Азија. У Канаду и САД је унесена.

## Хемијски састав
Најважнији састојци велебиља су тропански алкалоиди од којих су најзначајнији хиосциамин, атропин, скополамин и други, највише у корену и листовима.

## Употреба
Користи се за израду екстракта и тинктура и као фармацеутска сировина за индустријско добијање алкалоида. Делује као парасимпатолитик, спазмолитик и мидријатик У средњовековној Европи, велебиље је коришћено за израду халуциногених масти и помада.

## Отровност
Велебиље је веома отровна биљка. Најчешћа су тровања бобицама. Знаци тровања су сушење уста и ждрела, промуклост, жеђ, мучнина, укочен поглед, изразито раширене зенице, неурачунљивост. Регистрован је велики број случајева намерних тровања велебиљем.

## Галерија
- Хабитус
- Цветови